# Manuel De Lama Hirsh
Manuel Diego Enrique De Lama Hirsh (Tumbes, 5 de mayo de 1981) es un veterinario y político peruano, egresado de la universidad Universidad Técnica de Machala. Fue el alcalde de la Municipalidad Provincial de Tumbes.

## Biografía
Manuel De Lama Hirsh nació en Tumbes, Perú
- Datos: Q47457189